# 싱콰 월스
싱콰 월스(영어: Sinqua Walls, 1985년 4월 6일 ~ )는 미국의 남자 배우다.